# Littorina neritoides
Littorina neritoides är en snäckart. Littorina neritoides ingår i släktet Littorina och familjen strandsnäckor. Inga underarter finns listade i Catalogue of Life.